# Rio Branco (tiểu vùng)
Rio Branco là một tiểu vùng thuộc bang Acre, Brasil. Tiều vùng này có diện tích 22848 km², dân số năm 2007 là 318352 người.